# Селиванов, Тимофей Алексеевич
Тимофей Алексеевич Селиванов — советский хозяйственный, государственный и политический деятель.

## Биография
Родился в Москве в 1906 году. Член ВКП(б) с 1929 года.
С 1929 года — на хозяйственной, общественной и политической работе. В 1929—1971 гг. — на партийной
и хозяйственной работе в промышленных организациях города Москвы, председатель Мосгорплана, заместитель председателя исполкома Московского городского Совета, заведующий Отделом местной промышленности и промкооперации Мосгорисполкома, первый заместитель председателя исполкома Московского городского Совета, председатель Мосгорплана, на хозяйственной и научной работе в сфере градостроительства и жилищно-коммунального хозяйства Москвы.
Делегат XVIII съезда ВКП(б). Доизбирался депутатом Верховного Совета СССР 2-го созыва.

## Сочинения
- Селиванов, Тимофей Алексеевич. Жилищное и культурно-бытовое строительство и благоустройство Москвы в 1960 г. [Текст]. — Москва : Моск. рабочий, 1960. — 48 с.; 16 см.
- Селиванов, Тимофей Алексеевич. Двухлетний план жилищного и культурно-бытового строительства в Москве [Текст]. — Москва : Моск. рабочий, 1964. — 48 с.; 16 см.
- Селиванов, Тимофей Алексеевич. Планирование городского хозяйства [Текст] : (На примере Москвы) / Т. А. Селиванов, М. А. Гельперин. — Москва : Экономика, 1970. — 230 с.; 21 см.